# Viceciambellani d'Inghilterra

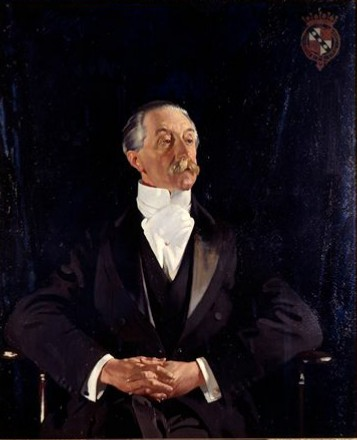
Charles Spencer, VI conte Spencer; viceciambellano del Regno d'Inghilterra 1892-1895

Il viceciambellano del Regno d'Inghilterra, in inglese vice-chamberlain of the Household, è un ruolo politico all'interno della Camera dei Comuni del Parlamento inglese e costituisce il ruolo di ufficiale della Casa Reale inglese. Chi ricopre questa carica è deputato presso il lord ciambellano. Come membro della casa reale, i suoi privilegi sono perlopiù nominali e ha il diritto di partecipare ai banchetti ed ai ricevimenti indetti dalla corona. Giornalmente, ha il compito di compilare un rapporto per la regina sul corretto funzionamento della Camera dei Comuni.
| Nome                                              | Incarico (da - a) |
| ------------------------------------------------- | ----------------- |
| Sir William Kingston                              | 1536–1539         |
| John Digby, I conte di Bristol                    | 1616–1625         |
| George Goring, I conte di Norwich                 | 1639–1644         |
| Sir George Carteret                               | 1660–1680         |
| Henry Savile                                      | 1680–1687         |
| James Porter                                      | 1687–1689         |
| John Lowther, I visconte Lonsdale                 | 1689–1694         |
| Peregrine Bertie                                  | 1694–1706         |
| Thomas Coke                                       | 1706–1727         |
| William Stanhope, I conte di Harrington           | 1727–1730         |
| John Hervey, II barone Hervey                     | 1730–1740         |
| Sidney Beauclerk                                  | 1740–1742         |
| William Finch                                     | 1742–1765         |
| George Villiers, IV conte di Jersey               | 1765–1769         |
| Thomas Robinson, II barone Grantham               | 1770              |
| John Montagu, V conte di Sandwich                 | 1771–1782         |
| George Waldegrave, IV conte Waldegrave            | 1782–1784         |
| George Herbert, XI conte di Pembroke              | 1784–1794         |
| Charles Francis Greville                          | 1794–1804         |
| John Thynne, III barone Carteret                  | 1804–1812         |
| Francis Seymour-Conway, III marchese di Hertford  | 1812              |
| Viscount Jocelyn                                  | 1812–1821         |
| James Graham, IV duca di Montrose                 | 1821–1827         |
| Sir Samuel Hulse                                  | 1827–1830         |
| George Chichester, III marchese di Donegall       | 1830–1834         |
| Frederick Stewart, IV marchese di Londonderry     | 1834–1835         |
| Lord Charles FitzRoy                              | 1835–1838         |
| George Chichester, III marchese di Donegall       | 1838–1841         |
| Ernest Brudenell-Bruce, III marchese di Ailesbury | 1841–1852         |
| Orlando Bridgeman, III conte di Bradford          | 1852              |
| Ernest Brudenell-Bruce, III marchese di Ailesbury | 1852–1858         |
| Orlando Bridgeman, III conte di Bradford          | 1858–1859         |
| Valentine Browne, IV conte di Kenmare             | 1859–1866         |
| Lord Claud Hamilton                               | 1866–1868         |
| Valentine Browne, IV conte di Kenmare             | 1868–1872         |
| Richard Grosvenor, I barone Stalbridge            | 1872–1874         |
| George Barrington, VII visconte Barrington        | 1874–1880         |
| Charles Brudenell-Bruce                           | 1880–1885         |
| William Legge, VI conte di Dartmouth              | 1885–1886         |
| Frederick Lambart, IX conte di Cavan              | 1886              |
| William Legge, VI conte di Dartmouth              | 1886–1891         |
| Brownlow Cecil, IV marchese di Exeter             | 1891–1892         |
| Charles Spencer, VI conte Spencer                 | 1892–1895         |
| Ailwyn Fellowes, I barone Ailwyn                  | 1895–1900         |
| Alexander Fuller-Acland-Hood, I barone St Audries | 1900–1902         |
| Frederick Glyn, IV barone Wolverton               | 1902–1905         |
| Wentworth Beaumont, I visconte Allendale          | 1905–1907         |
| Sir John Fuller                                   | 1907–1911         |
| Geoffrey Howard                                   | 1911–1915         |
| Cecil Beck                                        | 1915–1917         |
| William Dudley Ward                               | 1917–1922         |
| Douglas Hacking, I barone Hacking                 | 1922–1924         |
| John Davison                                      | 1924              |
| Douglas Hacking, I barone Hacking                 | 1924–1925         |
| George Hennessy, I barone Windlesham              | 1925–1928         |
| Sir Frederick Thomson                             | 1928–1929         |
| John Hayes                                        | 1929–1931         |
| Sir Frederick Thomson                             | 1931              |
| Frederick Penny, I visconte Marchwood             | 1931–1932         |
| Victor Warrender, I barone Bruntisfield           | 1932–1935         |
| Lambert Ward                                      | 1935              |
| George Davies                                     | 1935–1937         |
| Arthur Hope, II barone Rankeillour                | 1937              |
| Sir Ronald Cross                                  | 1937–1938         |
| Robert Grimston, I barone Grimston di Westbury    | 1938–1939         |
| Albert Edmondson, I barone Sandford               | 1939–1942         |
| Sir William Boulton                               | 1942–1944         |
| Arthur Young                                      | 1944–1945         |
| Julian Snow, barone Burntwood                     | 1945–1946         |
| Michael Stewart, barone Stewart di Fulham         | 1946–1947         |
| Ernest Popplewell, barone Popplewell              | 1947–1951         |
| Sir Henry Studholme                               | 1951–1956         |
| Sir Richard Thompson                              | 1956–1957         |
| Peter Legh, IV barone Newton                      | 1957–1959         |
| Sir Edward Wakefield                              | 1959–1960         |
| Richard Brooman-White                             | 1960–1960         |
| Air Graeme Finlay                                 | 1960–1964         |
| William Whitlock                                  | 1964–1966         |
| Jack McCann                                       | 1966–1967         |
| Charles Morris                                    | 1967–1969         |
| Alan Fitch                                        | 1969–1970         |
| Jasper More                                       | 1970–1971         |
| Bernard Weatherill                                | 1971–1972         |
| Walter Clegg                                      | 1972–1973         |
| Paul Hawkins                                      | 1973–1974         |
| Don Concannon                                     | 1974              |
| James Hamilton                                    | 1974–1978         |
| Donald Coleman                                    | 1978–1979         |
| Anthony Berry                                     | 1979–1981         |
| Carol Mather                                      | 1981–1983         |
| Robert Boscawen                                   | 1983–1986         |
| Tristan Garel-Jones                               | 1986–1988         |
| Michael Neubert                                   | 1988              |
| Tony Durant                                       | 1988–1990         |
| David Lightbown                                   | 1990              |
| John Mark Taylor                                  | 1990–1992         |
| Sydney Chapman                                    | 1992–1995         |
| Timothy Kirkhope                                  | 1995–1996         |
| Andrew MacKay                                     | 1996              |
| Derek Conway                                      | 1996–1997         |
| Janet Anderson                                    | 1997–1998         |
| Graham Allen                                      | 1998–2001         |
| Gerry Sutcliffe                                   | 2001–2003         |
| Jim Fitzpatrick                                   | 2003–2005         |
| John Heppell                                      | 2005–2007         |
| Liz Blackman                                      | 2007–oggi         |